# Letnia Uniwersjada 1973
7. Letnia Uniwersjada – międzynarodowe zawody sportowców – studentów, które odbyły się w Moskwie. Impreza została zorganizowana między 15 a 25 sierpnia 1973 roku. W uniwersjadzie wzięło udział ok. 4000 zawodników z 72 krajów. Zawodnicy rywalizowali w 10 dyscyplinach. Główną areną zawodów był Stadion Łużniki.

## Dyscypliny

### Sporty obowiązkowe
| - Gimnastyka sportowa - Koszykówka - Lekkoatletyka | - Piłka wodna - Pływanie - Piłka siatkowa | - Szermierka - Tenis - Skoki do wody |
| Sporty wymienne                                    |                                           |                                      |
| - Zapasy                                           |                                           |                                      |

## Polskie medale
Reprezentanci Polski zdobyli w sumie 10 medali. Wynik ten dał polskiej drużynie 5. miejsce w klasyfikacji medalowej.

### Złoto
- Ryszard Skowronek – lekkoatletyka, dziesięciobój – 7965 pkt
- Grażyna Rabsztyn – lekkoatletyka, bieg na 100 metrów przez płotki – 13,23

### Srebro
- Leszek Gajdziński – lekkoatletyka, pchnięcie kulą – 19,07
- Ewa Długołęcka, Barbara Bakulin, Urszula Styranka, Maria Żukowska – lekkoatletyka, sztafeta 4 × 100 metrów kobiet – 44,42
- Ziemowit Wojciechowski, Lech Koziejowski, Marek Dąbrowski, Jerzy Kaczmarek -szermierka, drużyna florecistów

### Brąz
- Jan Kondzior – lekkoatletyka, bieg na 3000 metrów z przeszkodami – 8:28,66
- Tadeusz Kulczycki – lekkoatletyka, bieg na 400 metrów przez płotki – 50,5
- Elżbieta Katolik – lekkoatletyka, bieg na 800 metrów – 2:00,85
- Józef Nowara, Krzysztof Grzegorek, Leszek Jabłonowski, Jerzy Pisula – szermierka, drużyna szablistów
- Barbara Szeja, Halina Balon, Kamilla Składanowska, Ludmiła Bortnowska – szermierka, drużyna florecistek

## Klasyfikacja medalowa
| Pozycja | Reprezentacja     | Złoto | Srebro | Brąz | Suma |
| ------- | ----------------- | ----- | ------ | ---- | ---- |
| 1       | ZSRR              | 68    | 36     | 30   | 134  |
| 2       | Stany Zjednoczone | 19    | 16     | 18   | 53   |
| 3       | Rumunia           | 4     | 7      | 8    | 19   |
| 4       | Japonia           | 3     | 8      | 1    | 12   |
| 5       | Polska            | 2     | 3      | 5    | 10   |
| 6       | Wielka Brytania   | 2     | 3      | 1    | 6    |
| 6       | Kuba              | 2     | 3      | 1    | 6    |
| 8       | Czechosłowacja    | 2     | 2      | 1    | 5    |
| 9       | Włochy            | 2     | 0      | 6    | 8    |
| 10      | Finlandia         | 2     | 0      | 0    | 2    |
| 11      | Węgry             | 1     | 9      | 4    | 14   |
| 12      | Bułgaria          | 1     | 7      | 7    | 15   |
| 13      | RFN               | 1     | 4      | 7    | 12   |
| 14      | NRD               | 1     | 3      | 8    | 12   |
| 15      | Francja           | 1     | 2      | 1    | 5    |
| 16      | Jugosławia        | 1     | 1      | 2    | 4    |
| 17      | Mongolia          | 1     | 0      | 1    | 2    |
| 18      | Iran              | 0     | 4      | 0    | 4    |
| 19      | Kanada            | 0     | 2      | 5    | 7    |
| 20      | Australia         | 0     | 1      | 3    | 4    |
| 21      | Holandia          | 0     | 1      | 0    | 1    |
| 22      | Brazylia          | 0     | 0      | 5    | 5    |
| 23      | Korea Południowa  | 0     | 0      | 2    | 2    |
| 24      | Indie             | 0     | 0      | 1    | 1    |
| 24      | Kenia             | 0     | 0      | 1    | 1    |
| 24      | Meksyk            | 0     | 0      | 1    | 1    |